# Liste der Klöster in Pommern

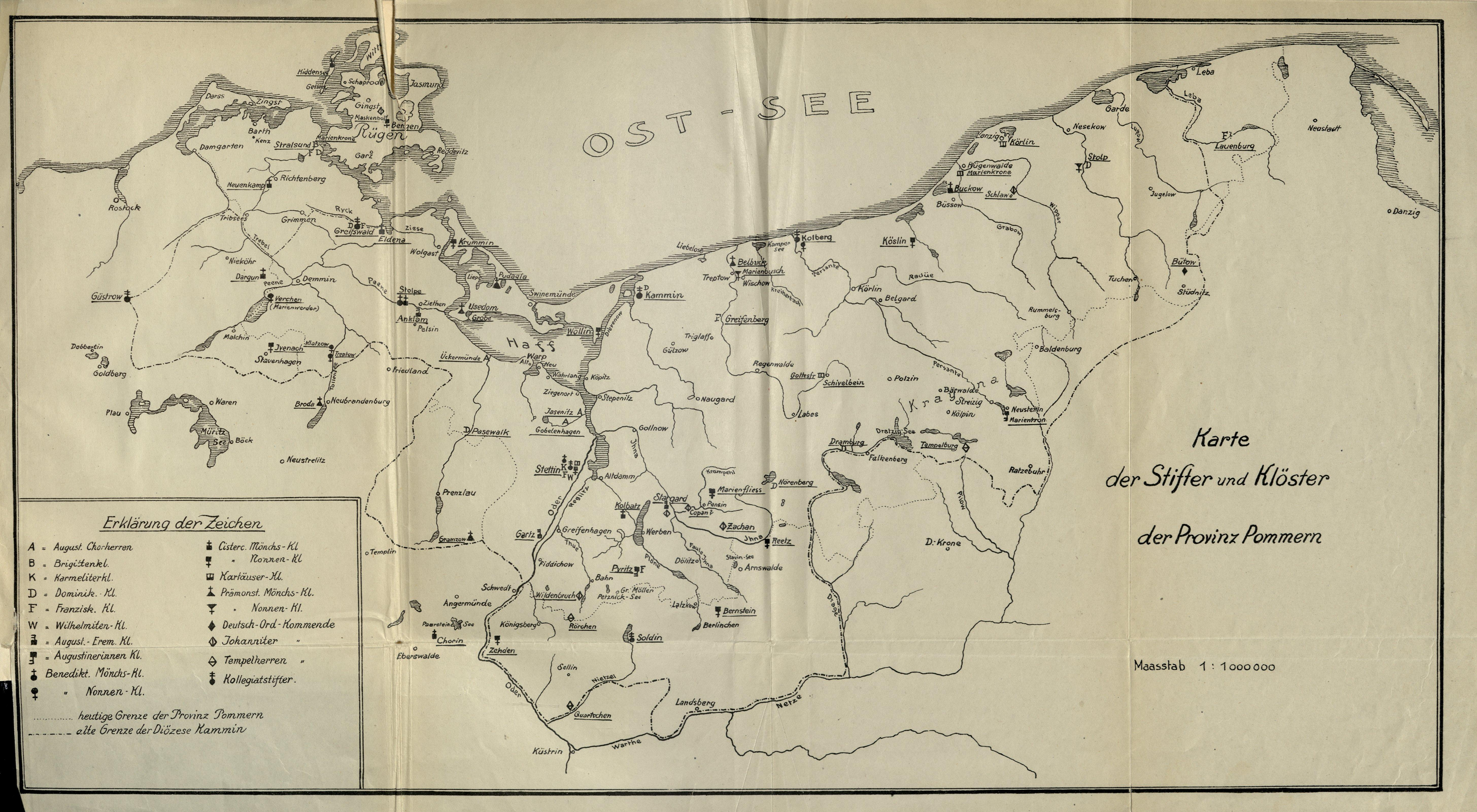
Übersichtskarte der Stifte und Klöster der Provinz Pommern, aus dem zweiten Band des gleichnamigen Werks Hoogewegs (1925)

Die Liste der Klöster in Pommern enthält die ehemaligen Klöster und Stifte in der Provinz Pommern.

## Klöster und Stifte
Dom- und Kollegiatstifte
- Domstift Kolberg
- Stift St. Nikolai Greifswald
- Stift St. Nikolai Stettin

Augustiner-Chorherren
- Augustinerchorherren-Stift Jasenitz

Augustiner-Chorfrauen
- Augustinerchorfrauen-Stift Pyritz

Augustiner-Eremiten
- Augustinerkloster Anklam
- Kloster Marienthron bei Neustettin
- Augustinerkloster Stargard

Benediktiner
- Kloster Stolpe

Benediktinerinnen
- Kloster Bergen auf Rügen
- Kloster Verchen

Brigitten
- Brigittenkloster Stralsund, Männer- und Frauenkloster

Dominikaner
- Dominikanerkloster Cammin
- Dominikanerkloster Greifswald
- Dominikanerkloster Pasewalk
- Dominikanerkloster Stolp
- Katharinenkloster Stralsund

Franziskaner
- Franziskanerkloster Greifswald
- Franziskanerkloster Greifenberg
- Franziskanerkloster Pyritz
- Franziskanerkloster Stettin
- Johanniskloster Stralsund

Karmeliter
- Karmeliterkloster Stettin

Kartäuser
- Kartäuserkloster Gottesgnaden Grabow
- Kloster Marienkron bei Rügenwalde

Prämonstratenser
- Kloster Belbuck
- Kloster Broda
- Kloster Gramzow
- Kloster Grobe, dann Kloster Pudagla auf Usedom

Prämonstratenserinnen
- Kloster Marienbusch bei Treptow an der Rega
- Kloster Stolp

Zisterzienser
- Kloster Buckow
- Kloster Eldena
- Kloster Hiddensee
- Kloster Kolbatz
- Kloster Marienfließ
- Kloster Neuenkamp
- Kloster Stolpe

Zisterzienserinnen
- Kloster Bergen auf Rügen
- Zisterzienserinnenkloster Köslin
- Kloster Krummin auf Usedom
- Zisterzienserinnenabtei Stettin
- Kloster Wollin